# Верховный суд Виктории
Верховный суд Виктории (англ. Supreme Court of Victoria) — высшая судебная инстанция австралийского штата Виктория. Основан в 1852 году и является до настоящего момента основным судебным институтом штата с неограниченными судебными правами на его территории.
Верховный суд состоит из двух отделов. Первое рассматривает дела как суд первой инстанции. Второй пересматривает дела в качестве апелляционного суда и часто сам по себе именуется судом. Хотя Верховный суд теоретически наделен неограниченной юрисдикцией, он, как правило, рассматривает в суде только уголовные дела по делам об убийствах или государственной измене, а также гражданские дела, по которым исковое заявление превышает предел в 100000 долларов.
Суд рассматривает апелляции из окружного суда, а также ограниченное количество апелляций из магистратского суда. Решения Верховного суда могут быть обжалованы в Верховном суде Австралии.
Само здание внесено в Реестр викторианского наследия.

## Местоположение
Основные здания Верховного суда расположены на углу улиц Уильям и Лонсдейл в Мельбурне и в близлежащих зданиях.
Верховный суд также осуществляет правосудие в Балларате, Джилонге, Варрнамбуле, Гамильтоне, Хоршаме, Бендиго, Мильдюре, Шеппартоне, Вангаратте, Уоадонге, Сейле и Моруэлле. В этих местах суд использует помещения местного магистратского суда.